# Емир Кустурица
Емир Кустурица (Сарајево, 24. новембар 1954) српски и југословенски је редитељ, сценариста, музичар, градитељ, књижевник и бивши универзитетски професор. 
За своје кратке филмове награђиван је још у средњој школи. Филмску режију завршио је на Филмској академији у Прагу (ФАМУ). Двоструки је добитник Златне палме филмског фестивала у Кану, за филмове „Отац на службеном путу“ и „Подземље“. Носилац је неколико одликовања и награда, укључујући Орден Витеза реда уметности и књижевности (Француска), Сретењски орден Србије, одликовања Чешке, Италије, Русије, СПЦ као и звање националног амбасадора УНИЦЕФ-а у Србији.
У групи Забрањено пушење једно време је свирао бас-гитару, а сада као гитариста заједно наступа као члан групе Emir Kusturica & the No Smoking Orchestra. Бави се књижевношћу и објавио је три књиге.
Оснивач је и директор филмског и музичког фестивала Кустендорф, који се сваке године организује у етно-селу Дрвенград на брду Мећавник код Мокре Горе. Кустурица је идејни творац Андрићграда посвећеног српском нобеловцу Иви Андрићу, својеврсног културног центра и етно-села, који се налази на ушћу река Дрине и Рзава у Вишеграду.

## Биографија

### Рани период
Рођен је у породици Мурата Кустурице (новинара запосленог у секретаријату информисања СР БиХ) и Сенке Нуманкадић (секретар суда) одрастао је као једино дете у породици секуларних муслиманских Срба у близини Сарајева, у насељу Горица.
Његов студентски филм, „Guernica“ снимљен према новели Антонија Исаковића, победио је на Фестивалу студентског филма у Карловим Варима. Током студија режирао је и два кратка филма: „Један део истине“ и „Јесен“.
По завршетку студија 1978. године Кустурица се враћа у Југославију где започиње професионалну каријеру на Телевизији Сарајево. Његов први филм „Невјесте долазе“, изазвао је доста контроверзи, а потом био и забрањен због „експлицитног бављења сексуалним табуима“. Са наредним телевизијским филмом „Бифе Титаник“ заснованом на причи нобеловца Иве Андрића, освојио је награду за режију на националном Телевизијском фестивалу у Порторожу.
У дугометражној играној продукцији дебитовао је филмом „Сјећаш ли се Доли Бел“, насталом по сценарију Абдулаха Сидрана, 1981. године. За овај филм награђен је Сребрним лавом на Филмском фестивалу у Венецији за најбољи дебитантски филм и наградама ФИПРЕСЦИ, АГИС и ЦИДЛАЦ на Фестивалу југословенског играног филма у Пули 1981. године. Следећи филм „Отац на службеном путу“ (1985), са истим сценаристом, доноси му Златну палму на Филмском фестивалу у Кану и номинацију за награду Америчке филмске академије „Оскар“ за најбољи филм са неенглеског говорног подручја. Награђиван је и на југословенским фестивалима: на Фестивалу југословенског играног филма у Пули, награђен је Златном ареном за режију и наградом Јелен (1985) а међународна критика доделила му је Гран при за најбољи филм 1985.

Филм „Дом за вешање“ је сниман у Македонији, а пред крај снимања чешки редитељ Милош Форман га је позвао да га замени на Универзитету „Колумбија“ у САД, где је филм завршен. Године 1989. поново је на Филмском фестивалу у Кану, награђен за режију и специјалном наградом Роберто Роселини. Поводом номинације тог филма за Златну палму  изјавио је: 
| „ | Напио сам се, било је тешко погодити хотел, собу поготово. Предосећам да је „Дом“ врло близу „Оскара“. | ” |

Био је косценариста филма „Стратегија швраке“ (1987), који је режирао Златко Лаванић. Кустурица је предавао режију на Академији сценских умјетности у Сарајеву од 1981. до 1988.
За своје главне уметничке утицаје он наводи Живојина Жику Павловића и Фјодора Михајловича Достојевског.

### 1990е
По одласку из БиХ предаје на Универзитету „Колумбија“ у Њујорку. Један од његових америчких студената, Дејвид Еткинс, показао му је сценарио из којег је настао Кустуричин први филм на енглеском језику, Arizona Dream (срп. Сан о Аризони) (1993), са Феј Данавеј, Џонијем Депом и Џеријем Луисом у главним улогама. Филм је награђен Сребрним медведом и Посебном наградом жирија на Филмском фестивалу у Берлину 1993. године.
Године 1993. је први пут био члан жирија на Канском фестивалу, а 1999. је био председник жирија на Венецијанском филмском фестивалу.
Наредни филм „Подземље“ (енгл. Underground) из 1995. донео му је другу Златну палму на Филмском фестивалу у Кану. Филм Подземље приказује историју СФРЈ од Другог светског рата до сукоба почетком 90-их година 20. века. Поједини критичари су тврдили да Кустурица пропагира просрпски поглед на југословенске ратове укључујући и непријатељства током Другог светског рата, због чега је критикован од стране појединих интелектуалаца.
Године 1998. на Венецијанском филмском фестивалу добио је Сребрног лава за најбољу режију филма Црна мачка, бели мачор. Музику за филм су радили Ненад Јанковић и Дејан Спаравало.

### 2000е
Први његов филм објављен у 21. веку је био Super 8 Stories, документарни филм који говори о бенду Emir Kusturica & The No Smoking Orcherstra. Након тог остварења, 2004. године, у биоскопима се појавио филм Живот је чудо, најскупљи филм српске продукције. За потребе снимања овог филма, чији је радни назив био Гладно срце, изграђен је Дрвенград. Кустурица овај филм наводи као омиљени из свог опуса.
Постао је почасни грађанин Ужица 2004. године али се тог статуса одрекао септембра 2008. након инцидента који се десио на скупу у Кремнима када су мештани протестовали због проширења парка природе. На том скупу Кустурици је било прећено физичким обрачуном и поручено му да „иде у Истанбул и Нови Пазар”. Догађај у Кремни су осудили Дејан Бодирога, министар Брадић, Добрица Ћосић, Синиша Михајловић, Сека Алексић, Синиша Ковачевић, Мики Манојловић, Тихомир Арсић и Српска радикална странка.
Године 2005. био је председник жирија Канског филмског фестивала.
У париској опери Бастиља 26. јуна 2007. први пут је изведена његова панк-опера Време Цигана, по мотивима филма Дом за вешање. Исте те године му је додељен Орден витеза реда уметности и књижевности, највише француско признање у области културе, режирао је и спот за насловну песму албума француског музичара Мануа Чаоа — Rainin' In Paradize, а и филм Завет који је режирао, премијерно је приказан на Канском филмском фестивалу. Након Завета 2008. године појавио се филм Марадона, — документарац о Дијегу Арманду Марадони.
О њему је Горан Гоцић написао књигу „Емир Кустурица: Култ маргине“ (2001/2006).
Месеца септембра 2009. у француским биоскопима почело је приказивање филма „Афера Фервел” у којем Кустурица глуми поручника КГБ-а.
Дана 24. децембра 2011. Кустурица је изабран за новог председника Скијашког савеза Србије.

### 2010е
Средином фебруара 2009. године Кустурица је најавио да ће снимити филмску оперу по роману На Дрини ћуприја, и да планира да посао буде завршен 2011. године. Министар културе Србије Небојша Брадић рекао је да ће тај пројекат подржати држава Србија. Премијер Републике Српске Милорад Додик је изјавио да ће Влада Републике Српске обезбедити средства за снимање.
У интервјуу за Press редитељ каже да ће у Израелу снимати филм Хладна вода, који говори о Палестинцу који живи у Хамбургу и ради као трбушни плесач. Такође припрема и филм о мексичком револуционару Панчу Виљи, у којем ће главне улоге тумачити Џони Деп и Салма Хајек. Одлучено је и то да коначни назив филма буде Дивље руже, нежне руже, по последњој сцени из филма која се одвија на плантажи ружа у Мексику, иако је првобитни назив требало да буде Седам пријатеља Панча Виље и жена са шест прстију. Тај филм ће бити сниман у Шпанији, а затворене сцене у Дрвенграду. Редитељ је изјавио да ће пре филма о Панчу Виљи снимити онај о Палестинцу у Хамбургу, чији је почетак снимања био заказан за април 2010.
У филму Пеликан режисера Оливија Орлеа глумио је главног јунака. Филм На млечном путу је светску премијеру имао 9. септембра 2016. године на 73. Међународном филмском фестивалу у Венецији, док је у Србији премијерно приказан 16. јануара 2017. године на 10. Кустендорфу. У филму поред самог редитеља Емира Кустурице главне улоге тумаче и славна италијанска глумица Моника Белучи и српска глумица Слобода Мићаловић.
Члан је Удружења за културу, уметност и међународну сарадњу „Адлигат”.

### 2020е
У новембру 2020. објавио је кратки играни филм „Јунаци нашег времена” на друштвеним мрежама и Јутјубу.
Током септембра 2021. режирао је неколико епизода ауторске емисије „Мој живот” за Спутњик.
У интервјуу датом у новембру 2021. најавио је да ради на филму Џингис кан и да планира снимање још 2-3 филма.
Према писању појединих медија из фебруара 2022. Кустурица је на челу Централног позоришта руске армије. Због прихватање позиције у току Руско-украјинског рата, чешки Међународни филмски фестивал Фебиофест одлучио је да одузме Кустурици награду „Кристијан”. Неколико дана касније Кустурица се огласио демантујући вест да је постављен на функцију.
Новембра 2022. изабран је за председника жирија Међународног фестивала филмских дебитаната „Дух ватре” у руском граду Канти-Манасијску.
Октобра 2023. најавио је снимање новог руског филма „Лавр”.

## Карактеристике Кустуричиних филмова
Као редитељ Кустурица је успео да изгради веома личан редитељски и филмски рукопис. Његови филмови се по правилу одликују уметањем надреалистичких момената којима се прекида наративни ток или се означава нарочит тренутак радње. У познијој филмографији, Кустурица је променио до тада врло препознатљиву сиву гаму (као еквивалент тематици филмова) окрећући се отвореним и живим бојама, и динамичнијим кадровима.
С обзиром да се школовао у Прагу (тадашња Чехословачка), под утицајем тамошњег филма шездесетих година, заинтересован за тематику историјских ретроспекција у којима се ревалоризација појединих датума или временских периода јавља као позадина неореалистичног тумачења интимистичких породичних прича.
У већини његових филмова постоје сцене вешања, играња фудбала, венчања, филма у филму, као и честе улоге Рома.

## Градитељски пројекти

### Дрвенград
За потребе филма Живот је чудо изграђен је Дрвенград, који је по идеји Кустурице, треба да представља начин живота борбе против глобализма и капитализма. Под именом Кустерндорф на предлог књижевника Петера Ханкеа, град постаје познат у свету, као средиште уметности, планираним филмским фестивалом, производњом воћних сокова и других био производа.
Кустурица је добитник европске награде за архитектуру Филип Ротије 2005. године због Дрвенграда. Награда, коју традиционално сваке треће године додељује „Фондација за архитектуру” из Брисела, једно је од најцењенијих белгијских и европских одликовања у области архитектонске културе. У образложењу жирија истиче се да Кустуричин пројекат:
... користи изворну архитектуру свог поднебља као фактор пацификације, извор задовољства и подстрек за развој економско-туристичких потенцијала читавог региона...
У једном интервју за НИН на питање о својој припадности и Дрвенграду редитељ каже:
... Пошто ја не вјерујем у демократију, онда у шали волим да кажем у себи - ако већ имам свој град, онда могу да бирам грађане... Нигдје се ја више не осјећам код куће. Не знам на колико мјеста ја већ и живим...
Дана 14. јануара 2008. редитељ је у Дрвенграду основао је Међународни филмски и музички фестивал Кустендорф. Осим редовних учесника као специјални гости су се појавили редитељи Никита Михалков (2008), Џим Џармуш (2009) и глумац Џони Деп (2010).

### Каменград
Кеменград или Андрићград је дио града, културни центар и етно село, које се налази на локацији ушћа ријека Дрина и Рзав у Вишеграду чији је идејни творац режисер Емир Кустурица.
За посјетиоце је отворен 5. јула 2012.

## Политика
Емир Кустурица је често критиковао бившег америчког председника Џорџа В. Буша и бившег британског премијера Тонија Блера, говорећи да је Радован Караџић за њих двојицу почетник. На додели награде у Мароку, након бурног аплауза обратио се публици: 
| „ | Када бих ја био Тони Блер онда бих у своју војну стратегију увео да је аплауз оружје за масовну деструкцију и да је аплауз који сте ми ви упутили управо супротно од свега онога што је Тони Блер тражио у Ираку. | ” |

Такође је критикован од стране дела јавности како се није успротивио опсади Сарајева током грађанског рата у Босни и Херцеговини, на шта је он одговорио текстом 24. априла 1992. у француском часопису Ле Монд (фр. Le Monde) под називом Европо, мој град гори! Архивирано на веб-сајту  (14. септембар 2010)
Кустурица је активно учествовао у политичким кампањама владајућих странака у Србији.
Он је био члан жирија који је бирао победнички пројекат за Споменик Стефану Немањи у Београду. У јавности је водио полемику са колегом Гораном Марковићем поводом драстичног неслагање по питању валоризовања дела академског вајара Рукавишњикова.
Августа 2024. дао је подршку протестантима против копања литијума.

## Музика
Кустурица је у периоду од 1986. до 1988. свирао бас-гитару у групи Забрањено пушење из Сарајева, где је и живео. Када је почео распад Југославије 1991. године група је престала с радом. Неки од чланова тадашње поставке отишли су изван БиХ, а они који су остали наставили су са радом у групи под истим именом и снимили су неколико нових албума. Неле Карајлић је са виолинистом Дејаном Спаравалом основао нову групу, а након Кустуричиног прикључења њихов састав је назван „Emir Kusturica & the No Smoking Orchestra“.
Чланови групе су 1998. године компоновали музику за филм Црна мачка, бели мачор, а неки од њих су се појавили у Кустурчиним филмовима: бубњар Стрибор Кустурица у филмовима Завет и Живот је чудо, вокал Ненад Јанковић у Живот је чудо, гитариста Ивица Максимовић у Завету. Године 2001. снимљен је документарац о овој групи, Super 8 Stories.
Композитор Зоран Симјановић компоновао је музику за Кустуричина прва два дугометражна филма: Сјећаш ли се Доли Бел? и Отац на службеном путу, а Горан Бреговић за Дом за вешање, Arizona Dream, заједно са Игијем Попом и Подземље.

### Контроверзни стихови
У Хрватској штампи је често био вербално нападан, нарочито због стиха групе Но смокинг оркестра „Ко не воли Дабић Рашу попушио кару нашу.“

Током интервјуа за OBNПолитику Кустурица о томе каже: 
| „ | Не мислим зло, али такође не мислим ни да јавност земље која је протерала 300.000 Срба са своје територије, нити је раскрстила са НДХ, може да прича о фашизму. Шта год да урадим, „Јутарњи лист” и „Индекс хр” то преводе на језик национализма. Тајна је у томе што ја нисам националиста. Као што ни Харолд Пинтер није био националиста. [...] Они подстичу обрнуту причу од њихове „Тко пјева зло не мисли”, а то је у овом случају депласирано. Сетили су се стиха који је отпеван пре три године у Буенос Ајресу и постављен на Јутјуб. Група „Но смоукинг оркестра” не гаји никакав однос према наводним ратним злочинцима. Радован Караџић је ухапшен и требало би да се изнесе доказ о његовој кривици у Хагу. Сребреница неспорно јесте злочин, али шта је Олуја? Прича о Радовану Караџићу је зато депласирана, али и зато што ми не припадамо нити опцији оптужбе, нити одбране тог човека. | ” |

Сајт javno.com је објавио интервју са њим у којем Кустурица говори: 
| „ | Стих „Ко не воли Дабић Рашу, попушио кару нашу“ заиста је отпеван. Али, ми на сваком концерту отпевамо понеки простачки стих као што је „Ко не воли Абдић Фићу, осуо се по главићу“ или „Ко не воли Бахтић Фићу шетао ми по главићу“. Ови из јутарњег листа одлучили су да примете само тај један стих. | ” |

## Књижевни рад
- Смрт је непровјерена гласина, 2010.[58]
- Сто јада, 2013.[59]
- Шта ми ово треба, 2018.[60]
- Видиш ли да не видим, Српска књижевна задруга, 2022.[61]
- Кад мртве душе марширају, Catena Mundi, 2023.[62][63]

Припрема књигу Злочин без казне.

## Приватни живот
На Ђурђевдан 2005. Кустурица је крштен у Српској православној цркви као Немања Кустурица у манастиру Савина, у близини Херцег Новог.
Касније је о свом пореклу говорио: „Мој отац је био атеиста и увек се декларисао као Србин. Добро, можда смо ми били Муслимани 250 година, али смо били православци пре тога и дубоко у себи увек били Срби, вера то не може променити. Ми смо постали Муслимани само да би преживели Турке." У интервјуу за босанскохерцеговачку телевизију ОБН 2009. године рекао је да је гледајући књиге утврдио да је његова породица у ствари била српска, те да му је врло важно кад умре да се зна ко је био.
На парламентарним изборима 2007. године дао је индиректну подршку премијеру Војиславу Коштуници и његовој Демократској странци Србије. Исте године подржао је српску кампању Солидарност - Косово је Србија, кампању против независности Косова и Метохије.
За себе наводи да је љубитељ Латинске Америке.
Ожењен је Мајом Кустурицом, са којом има сина Стрибора и кћерку Дуњу. Његов унук Јанко (2004) је фотограф и студент камере на Факултету драмских уметности.

## Награде и одликовања
- 1981. — Златни лав на Венецијанском филмском фестивалу за „Сјећаш ли се Доли Бел?“
- 1982. — Награда критике на филмском фестивалу у Сао Паолу за „Сјећаш ли се Доли Бел?“
- 1985. — Златна палма за „Отац на службеном путу“
- 1989. — Награда АВНОЈ-а за 1989. годину.
- 1989. — Најбољи режисер на Канском филмском фестивалу за „Дом за вешање“
- 1993. — Сребрни медвед на Берлиналеу за „Arizona Dream“
- 1994. — Награда публике на филмском фестивалу у Варшави за „Arizona Dream“
- 1995. — Златна палма за „Подземље“
- 1996. — Најбољи филм на страном језику на фестивалу  за „Подземље“
- 1997. — Најбољи филм на страном језику на фестивалу  за „Подземље“
- 1997. — Најбољи филм на страном језику на фестивалу Kinema Junpo Awards у Токију за „Подземље“
- 1998. — Сребрни медвед за најбољег режисера у Венецији за „Црна мачка, бели мачор“
- 2001. — Награда за најбољи документарац на Међународном филмском фестивалу у Чикагу за „Super 8 Stories“
- 2004. — Награда Браћа Карић
- 2004. — Награда National Education у Кану за „Живот је чудо“
- 2004. — Награда „Стефан Првовенчани”
- 2005. — Награда Цезар за филм „Живот је чудо“
- 2005. — Најбољи балкански филм на филмском фестивалу у Софији за „Живот је чудо“
- 2005. — Награда Филип Ротије за европску архитектуру Дрвенград.[71][72]
- 2009. — Почасни грађанин Гвадалахаре[73]
- 2009. — Током новембра је примио награду „Гран премио Торино“ Међународног филмског фестивала у Торину.[74]
- 2009. — На међународном филмском фестивалу у мароканском граду Маракешу, који се одржава под покровитељством његовог краљевског височанства краља Мохамеда VI, Емиру Кустурици је приређена ретроспектива свих играних филмова и уручена награда за животно дело.[48]
- 2010. — 21. јануара Патријарх московски и целе Русије Кирил уручио му је награду Међународног фонда православних народа за 2009. годину.[75] Кустурица је добио награду заједно са руским председником Дмитријем Медведевом, а у конкуренцији је био и глумац Том Хенкс, припадник Грчке православне цркве од 1988.[76]
- 2010. — Почасни грађанин Розарија, Аргентина[77]
- 2011. — Нагарада „Момо Капор”[78]
- 2016. — Почасни грађанин Метепека, Мексико[79]
- 2021. — Гран при Интернационалног фестивала репортаже и медија – Интерфер и највишег признања, статуа Златна Ника, за репортажу „Секс, спорт и вјера у вјечну садашњост“[80]
- 2022 — Београдски победник, за изузетан допринос филмској уметности, додељена у оквиру 50. издања ФЕСТ-а[81]
- 2022 — Светосавска повеља Српског просвјетног и културног друштва „Просвјета”[82]
- 2022 — Награда „Дејан Медаковић”, за књигу Видиш ли да не видим.[83][84]
- 2023 — Награда „Радован Бели Марковић”[85]
- 2024 — Награда „Борисав Станковић“[86][87]

Одликовања
- 2011. — Орден витеза Легије части, који му је уручио министар за културу Републике Француске Фредерик Митеран.[88]

- 2012. — Орден Светог Саве I степена, патријарх српски Иринеј га је 12. маја 2012. у Мркоњићима одликовао „за несебичну бригу и представљање српског народа и православља у свијету“.[89][90]
- 2016. — Орден Светог деспота Стефана Лазаревића, Српска православна црква[91]
- 2016. — Орден дружбе (у преводу Орден пријатељства), за изузетан допринос у учвршћивању пријатељства између народа, за популаризацију руског језика и културе у иностранству, указом председника Владимира Путина.[92][93][94]
- 2017. — Орден Италијанске звезде, које додељује председник Републике Италије.[95]
- 2019. — Медаља за заслугe, које додељује председник Чешке Републике.[96]
- 2021. — Сретењски орден[97]
- 2023. — Медаља „Велики руски писац Фјодор Достојевски“ Министарства културе Руске Федерације, за допринос у очувању и промоцији наслеђа великог руског писца[98]
- 2024. — Орден Светог Серафима, Руска православна црква, 2024.[99]

## Филмографија

### Редитељ
| Год.  | Назив                                             | Жанр | Награда                                                             |
| ----- | ------------------------------------------------- | ---- | ------------------------------------------------------------------- |
| 1978  | Guernica                                          |      | Студентски филмски фестивал у Карловим Варима - најбољи кратки филм |
| 1978  | Невјесте долазе                                   |      |                                                                     |
| 1980  | Бифе Титаник                                      |      |                                                                     |
| 1981  | Сјећаш ли се Доли Бел                             |      | Сребрни лав                                                         |
| 1985  | Отац на службеном путу                            |      | „Златна палма“                                                      |
| 1988  | Дом за вешање                                     |      | Најбоља режија на канском филмском фестивалу                        |
| 1993  | Arizona Dream                                     |      | „Сребрни медвед“                                                    |
| 1995  | Подземље                                          |      | „Златна палма“                                                      |
| 1998  | Црна мачка бели мачор                             |      | „Сребрни лав“                                                       |
| 2001  | Приче супер осмице                                |      | „Златни кентаур“                                                    |
| 2004  | Живот је чудо                                     |      |                                                                     |
| 2007  | Завет                                             |      |                                                                     |
| 2008  | Марадона                                          |      |                                                                     |
| 2011. | Седам пријатеља Панча Виље и жена са шест прстију |      |                                                                     |
| 2014. | Разговори са боговима                             |      |                                                                     |
| 2016. | На млечном путу                                   |      |                                                                     |
| 2018. | Ел Пепе, један узвишени живот                     |      |                                                                     |

### Глумац
| Год.   | Назив                             | Улога                   |
| ------ | --------------------------------- | ----------------------- |
| 1970-е |                                   |                         |
| 1972.  | Валтер брани Сарајево             | Омладинац               |
| 1974.  | Валтер брани Сарајево (ТВ серија) | Омладинац               |
| 1978.  | Невјесте долазе                   |                         |
| 1980-е |                                   |                         |
| 1981.  | Ти си то (ТВ)                     |                         |
| 1982.  | 13. јул                           | Италијански официр      |
| 1988   | Византија                         |                         |
| 1988.  | Дом за вешање                     | клијент у бару у Милану |
| 1990-е |                                   |                         |
| 1993.  |                                   | Човек у бару            |
| 1995.  | Подземље                          | Шверцер оружја          |
| 2000-е |                                   |                         |
| 2000.  |                                   |                         |
| 2002.  |                                   |                         |
| 2003.  | Јагода у супермаркету             | Генерал                 |
| 2006.  |                                   |                         |
| 2007.  | Брат                              | Чомски                  |
| 2009.  |                                   |                         |
| 2009.  |                                   | Григорјев               |
| 2010-е |                                   |                         |
| 2011.  | Пеликан (Nicostratos le pélican)                        | Демосфен Кузманович     |
| 2012.  | Седам дана у Хавани (шп. 7 días en La Habana)        |                         |
| 2012.  | Вир                               | Богданов отац           |
| 2012.  | Залет                             |                         |
| 2013.  | Жртвени јарац (The Scapegoat)                  | Стојил                  |
| 2016.  | На млечном путу                   | Коста                   |
| 2019.  | Балканска међа                    | Таксиста                |